# Гавар (адміністративна одиниця)
Ґавар (вірм. Գավառ) — друга за величиною після ашхара адміністративно-територіальна одиниця поділу Великої Вірменії — район, округ.

## Історія
Ґавари утворювались на базі стратигій. Стародавня Вірменія, як і Персія та Селевкідське царство поділялась на стратигії. Кожен ґавар очолював царський намісник стратег. Надалі стратегії у Великій Вірменії отримали назву ґавар. Кількість ґаварів у різні періоди становила від 120 до 200, об'єднаних у 15 ашхарів/нахангі.
Після поділу Великої Вірменії у I столітті на ашхари, ймовірно у період правління вірменського царя Трдата I, вони у свою чергу ділилися на 120 стратегій або ґавар, які згадані у Природничій історії Плінія Старшого. Однак Клавдій Птолемей, розглядаючи у своїй праці адміністративний поділ Великої Вірменії, згадує поіменно 20 ґавар, які подає в географічній послідовності. Дробленню ґавар на дрібніші відбулось внаслідок розвитку феодальних відносин та виникнення нових адміністративних одиниць.